# 紅藍吸蜜鸚鵡
是印尼特有的一種鸚鵡。由於牠們被捕獵作為寵物及失去了大部份棲息地，現正被列為瀕危。牠們只分佈在蘇拉威西島以北的塔勞群島。在桑義赫、錫奧及塔胡蘭丹當的群落，可能是被引進的，但於20世紀也都消失了。牠們的數量估計只有5000-10000隻。